# Elecciones generales del Reino Unido de febrero de 1974
Las elecciones generales del Reino Unido de febrero de 1974 se realizaron el jueves 28 de febrero de 1974. 
Por primera vez desde la Segunda Guerra Mundial, ningún partido obtuvo escaños suficientes para formar gobierno por sí solo. Aunque los conservadores obtuvieron el mayor número de votos, los laboristas obtuvieron cuatro escaños más que ellos. 
Como las negociaciones entre conservadores y liberales fracasaron, el laborista Harold Wilson pudo formar gobierno. Wilson volvió a convocar elecciones en octubre del mismo año, donde los laboristas obtuvieron una mayoría que les permitió gobernar.

## Resultados
| Partido                                        | Líder          | Votos      | %      | Escaños | +/− |
| ---------------------------------------------- | -------------- | ---------- | ------ | ------- | --- |
| Partido Laborista                              | Harold Wilson  | 11.645.616 | 37,2 % | 301     | +13 |
| Partido Conservador                            | Edward Heath   | 11.872.180 | 37,9 % | 297     | -33 |
| Partido Liberal                                | Jeremy Thorpe  | 6.059.519  | 19,3 % | 14      | +8  |
| Partido Nacional Escocés                       | William Wolfe  | 633.180    | 2,0 %  | 7       | +1  |
| Partido Unionista del Ulster                   | Brian Faulkner | 232.103    | 0,8%   | 7       | -1  |
| Plaid Cymru                                    | Gwynfor Evans  | 171.374    | 0,6 %  | 2       | +2  |
| Partido Socialdemócrata y Laborista            | John Hume      | 160.137    | 0,6 %  | 1       | +1  |
| Partido Unionista Democrático                  | Ian Paisley    | 58.656     | 0,3 %  | 1       | +1  |
| Partido de la Vanguardia Progresista Unionista | William Craig  | 75.944     | 0,3 %  | 3       | +3  |
| Republicano Independiente                      | Frank Maguire  | 5.662      | 0,1 %  | 1       |     |
| Laborista Democrático                          | Dick Taverne   | 14.780     | 0,1 %  | 1       | +1  |
| Laborista Independiente                        |                | 29.892     | 0,1 %  | 1       | +1  |
| Frente Nacional                                | Tom Holmes     | 76.865     | 0,2 %  | -       | 0   |